# Sporuny
Sporuny (biał. Спаруны; ros. Споруны) – wieś na Białorusi, w obwodzie witebskim, w rejonie szarkowszczyńskim, w sielsowiecie Jody.

## Historia
W czasach zaborów wieś i folwark w powiecie dzisieńskim, w guberni wileńskiej Imperium Rosyjskiego. Wieś i folwark było własnością kolejno: Wołłowiczów, Platerów, Mirskich. Pod koniec XIX wieku własność Wołosowskich
W latach 1921–1945 wieś i osada leżały w Polsce, w województwie wileńskim, w powiecie dziśnieńskim (od 1926 w powiecie brasławskim), w gminie Jody.
Według Powszechnego Spisu Ludności z 1921 roku zamieszkiwało:
- osadę – 18 osób, 17 było wyznania rzymskokatolickiego a 1 prawosławnego. Jednocześnie wszyscy mieszkańcy zadeklarowali polską przynależność narodową. Były tu 2 budynki mieszkalne[2]. W 1931 w 3 domach zamieszkiwało 27 osób[3].
- wieś – 163 osób, 160 było wyznania rzymskokatolickiego a 3 prawosławnego. Jednocześnie wszyscy mieszkańcy zadeklarowali polską przynależność narodową. Były tu 32 budynki mieszkalne[2]. W 1931 w 30 domach zamieszkiwało 170 osób[3].

Wierni należeli do parafii rzymskokatolickiej i prawosławnej w Ikaźni. Miejscowość podlegała pod Sąd Grodzki w Brasławiu i Okręgowy w Wilnie; właściwy urząd pocztowy mieścił się w Jodach.
W wyniku napaści ZSRR na Polskę we wrześniu 1939 miejscowość znalazła się pod okupacją sowiecką. 2 listopada została włączona do Białoruskiej SRR. Od czerwca 1941 roku pod okupacją niemiecką. W 1944 miejscowość została ponownie zajęta przez wojska sowieckie i włączona do Białoruskiej SRR.
Od 1991 w składzie niepodległej Białorusi.